# Pover'ammore
Pour plus de détails, voir Fiche technique et Distribution.
Pover'ammore est un melodramma strappalacrime italien réalisé par Fernando Di Leo et Vincenzo Salviani, sorti en 1982.

## Synopsis
Carmelo et Maria, un couple marié, ont une fille prénommée Angelina. Maria aimerait aussi avoir un fils, mais une autre grossesse pourrait être dangereuse pour sa santé. Pendant ce temps, Carmelo tombe amoureux de Lisa, une strip-teaseuse. Alors Carmelo quitte Maria, qui entre-temps est tombée enceinte, pour être avec Lisa. Mais il découvre rapidement que cette dernière est toxicomane et le trompe avec son collègue patron...

## Fiche technique
Sauf indication contraire, les informations mentionnées dans cette section peuvent être confirmées par la base de données cinématographiques IMDb,  présente dans la section « Liens externes ».
- Titre original : Pover'ammore[1]
- Réalisation : Fernando Di Leo, Vincenzo Salviani
- Scénario : Gianni Martucci, Vincenzo Salviani
- Photographie : Angelo Lannutti
- Montage : Walter Diotallevi
- Musique : Ubaldo Continiello
- Décors : Francesco Cuppini
- Costumes : Valeria Valenza
- Société de production : Domiziana Internazionale Cinematografica
- Pays de production :  Italie
- Langue de tournage : italien
- Format : Couleur
- Durée : 88 minutes (1 h 28[1])
- Genre : Melodramma strappalacrime
- Dates de sortie :
  - Italie : 2 avril 1982

## Distribution
- Carmelo Zappulla (it) : Carmelo
- Lina Polito : Maria
- Luc Merenda : Giorgio
- Rosa Fumetto (it) : Assunta
- Mariolina De Fano : Nannina
- Nicola Pignataro (it) : Nicola
- Lucia Cassini (it) : Lucia
- Luca Priore : Gennarino
- Rachele Cimmino : Angelina
- Nello Riviè (it) : don Vincenzo